# Oświecenie katolickie

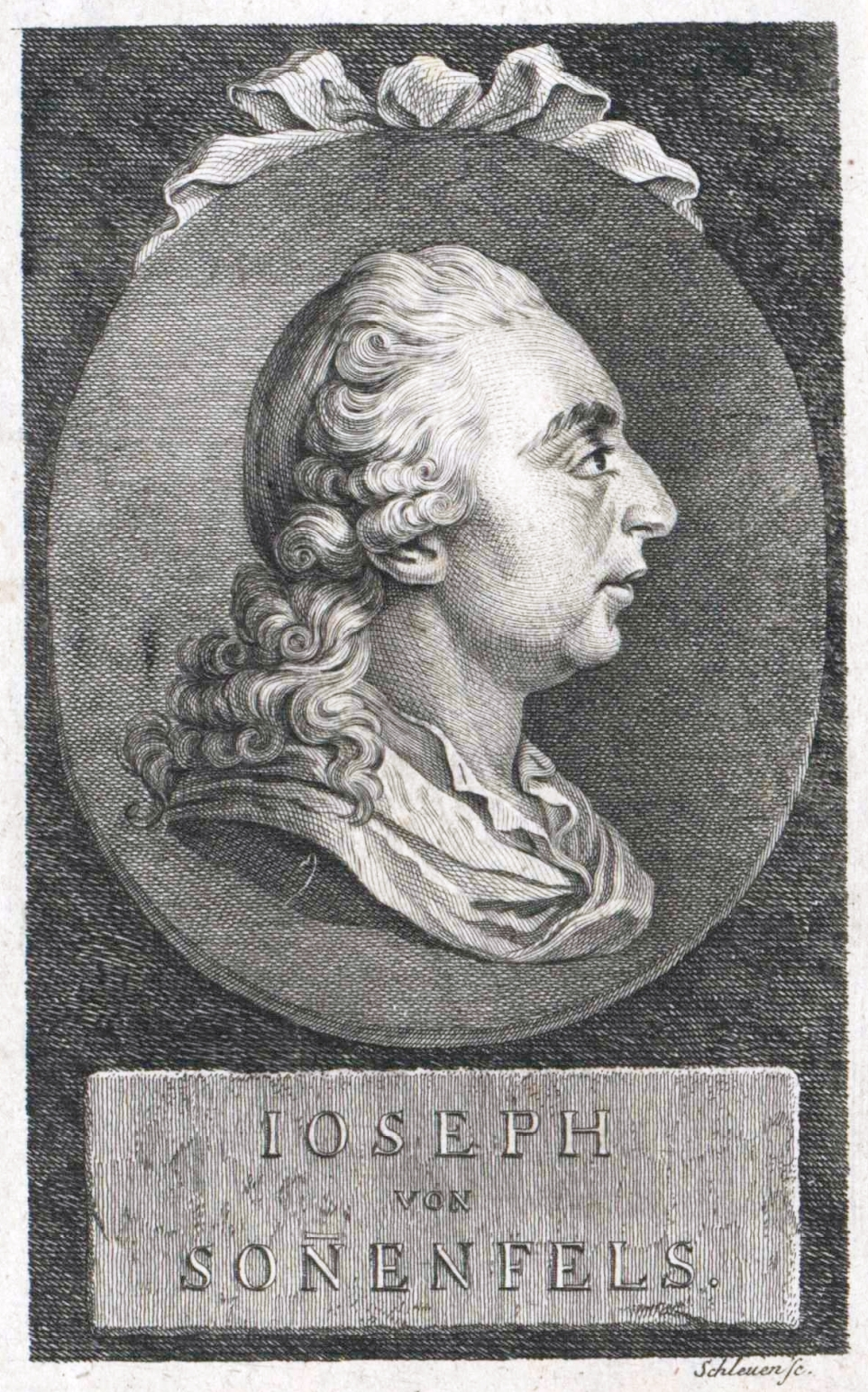
Joseph von Sonnenfels

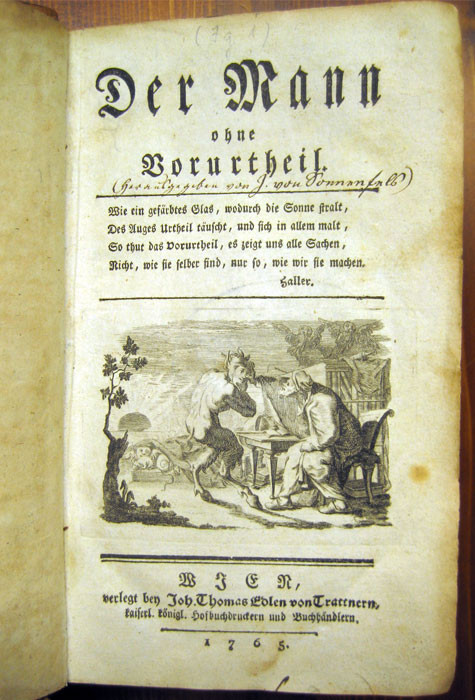
Joseph von Sonnenfels: Człowiek bez przesądów – A.D. 1765

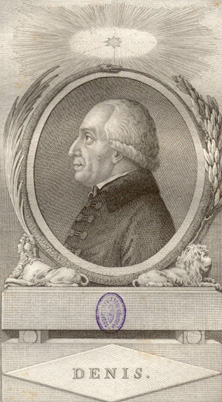
Michael Denis

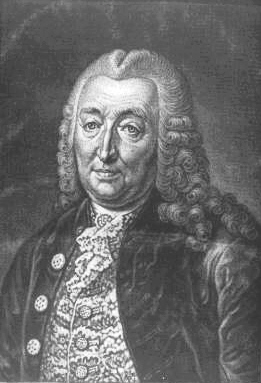
Paul Joseph Riegger

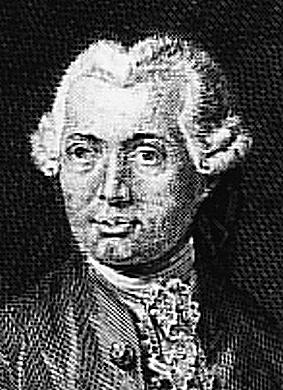
Karl Anton von Martini

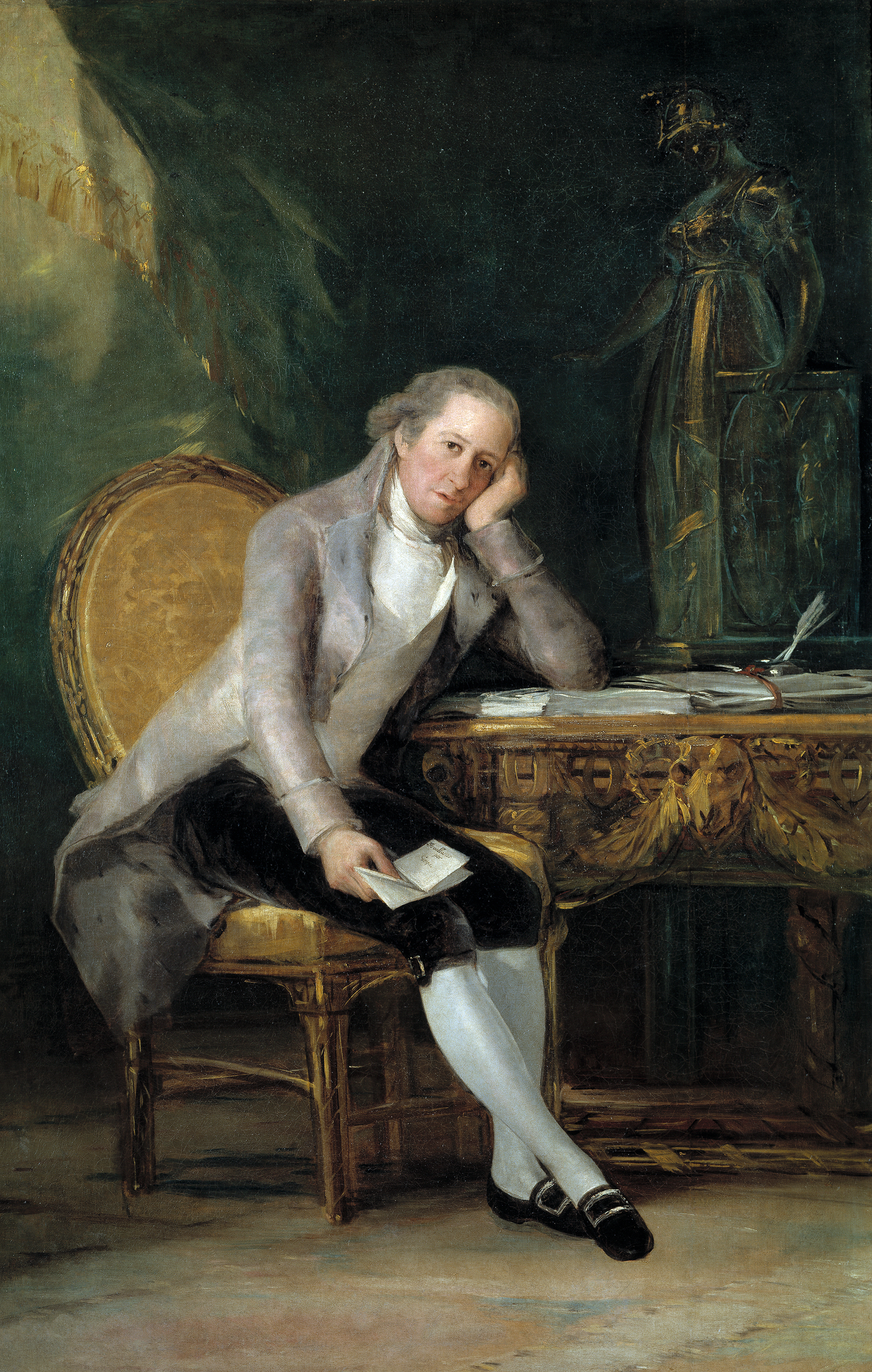
Gaspar Melchor de Jovellanos

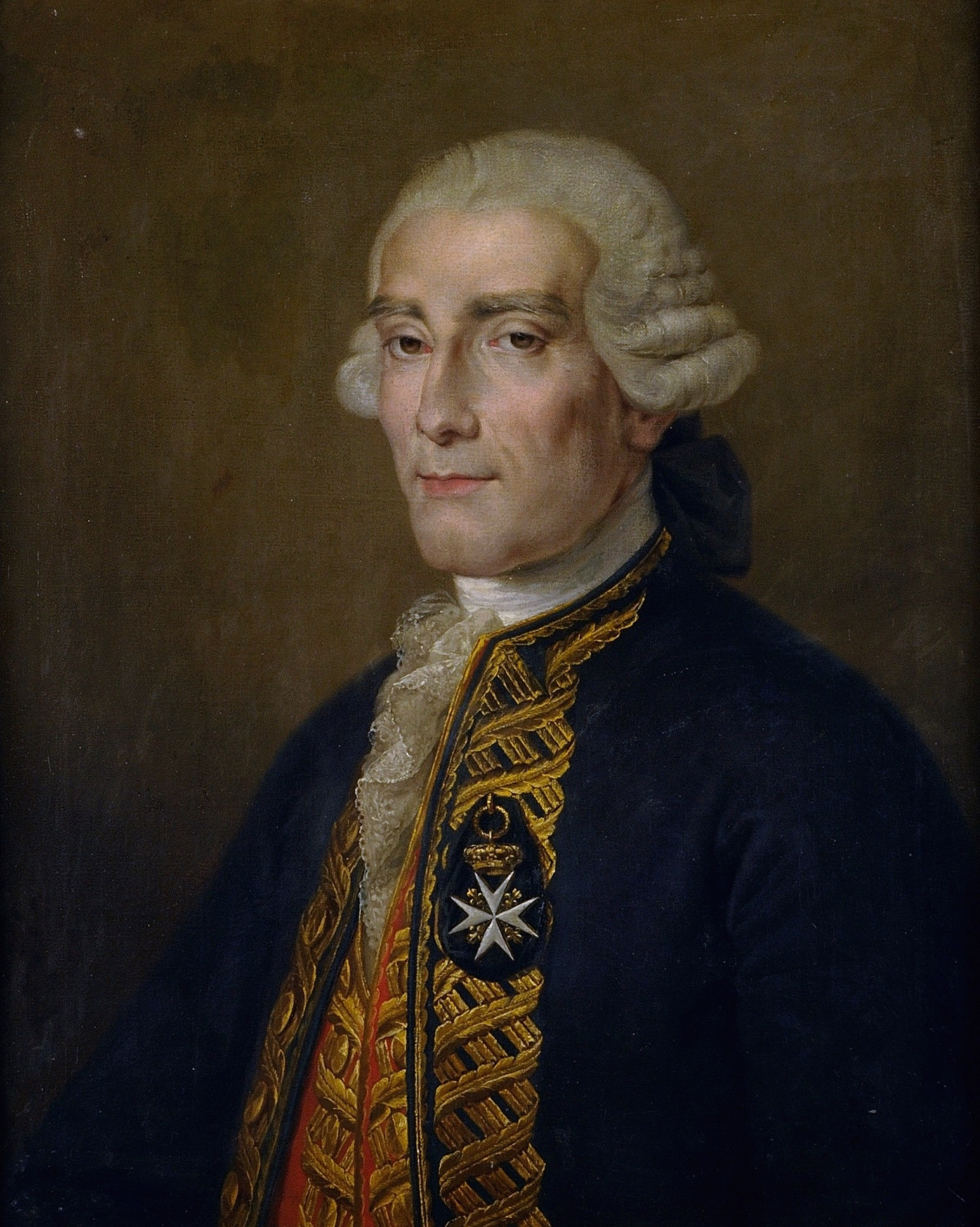
Jorge Juan y Santacilia

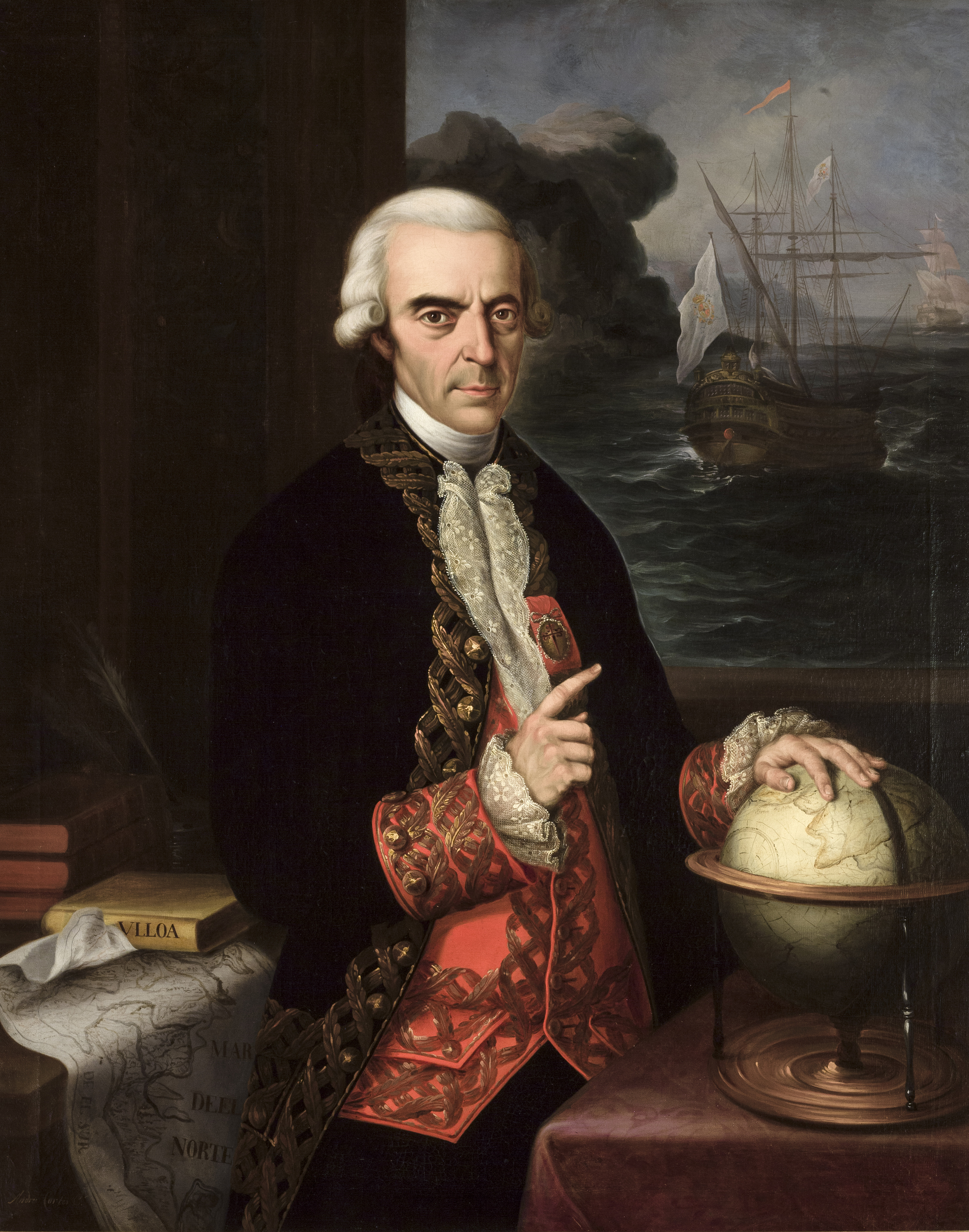
Antonio de Ulloa

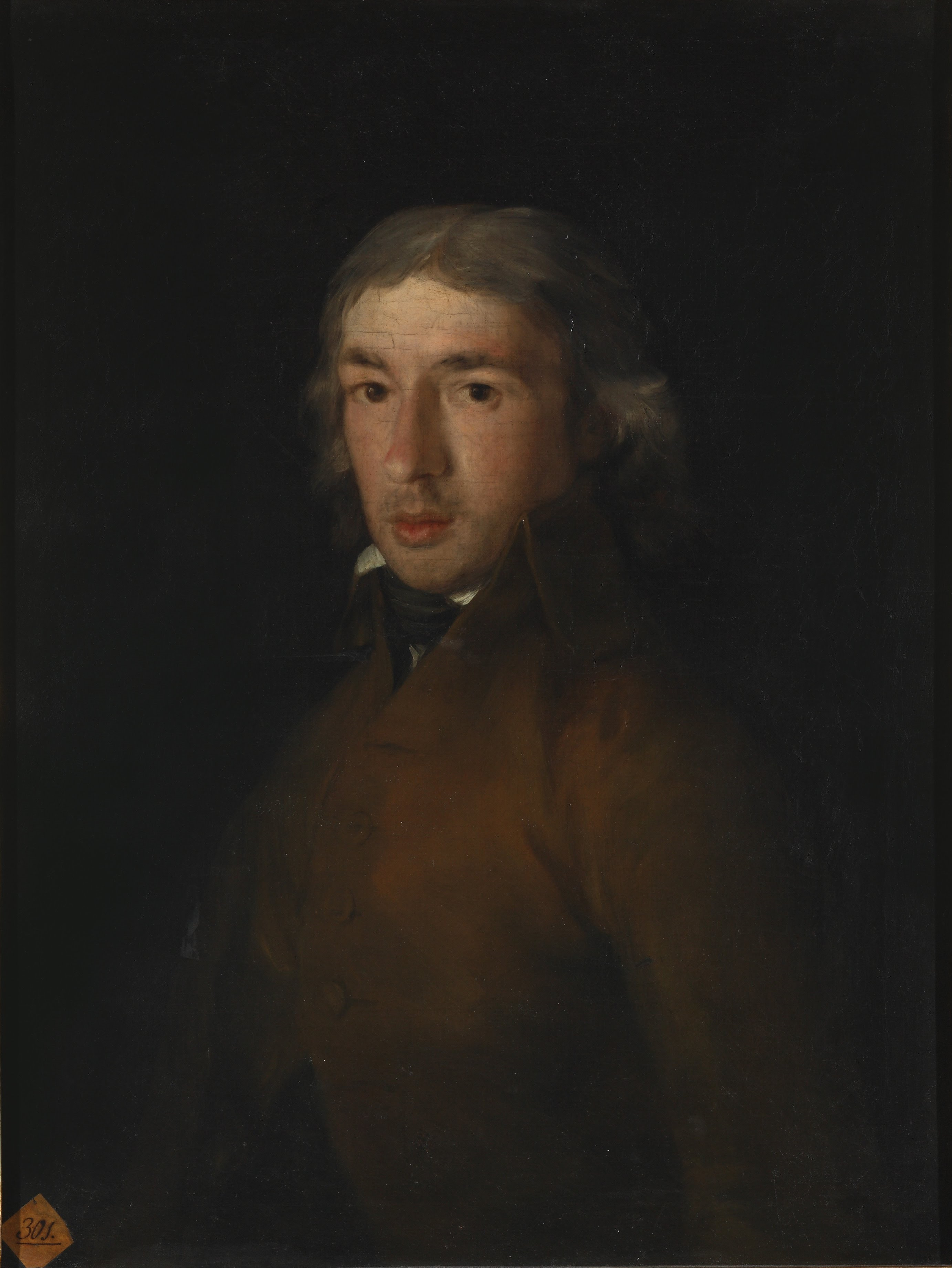
Leandro Fernández de Moratín

Oświecenie katolickie (niem. Katholische Aufklärung, wł. illuminismo catolico) – jedna z koncepcji historiografii XX-wiecznej, zgodnie z którą idee Oświecenia miały wpływ na rozwój doktryny i instytucji Kościoła katolickiego w XVIII wieku.
Nurt myśli oświeceniowej obecny w większości katolickich krajów Europy (Włochy, Austria, Hiszpania) od lat 30. XVIII w. W początkach oświecenia wśród jego propagatorów w tych krajach znajdowali się głównie ludzie religijni, nie przeciwstawiający sobie wiedzy i osiągnięć nauki.
Przyniosło ono odnowę nauczania kościelnego i udoskonalenie form kształcenia kleru. Jego przedstawiciele odrzucali pobożność dewocyjną, płytkie moralizatorstwo, potępiali ciemnotę, zabobony i przesądy i przyczynili się do większego otwarcia na Pismo Święte i naukę Ojców Kościoła. Wielu jego przedstawicieli nawoływało do tolerancji religijnej.

## Austria
Typowymi przedstawicielami Katholische Aufklärung w Austrii byli: jezuita Michael Denis (1729–1800), profesor prawa Paul Joseph Riegger (1705–1775) – pierwszy teoretyk józefinizmu, inny prawnik Karl Anton Martini (1726–1800) i znakomity filozof Joseph von Sonnenfels (1733–1817). Wszyscy popierali józefinizm i pogląd by zmienić cały kler w urzędników państwowych nauczycieli i lekarzy, a zniszczyć "kler próżnujący".

## Hiszpania
W Hiszpanii zapanowała jedynie ta właśnie katolicka forma Oświecenia, którą reprezentowali: Gaspar Melchor de Jovellanos, Jorge Juan y Santacilia, Antonio de Ulloa, Nicolás Fernández de Moratín, Leandro Fernández de Moratín, Eugenio Espejo, Benito Jerónimo Feijóo e Montenegro i Martín Sarmiento. Ludzie tak wykształceni byli w Hiszpanii nazywani ilustrados. Karol III Burbon uczynił z nich swą elitę polityczną.

## Polska
W Polsce pierwsze pokolenie które zaszczepiało wczesną, umiarkowaną jeszcze myśl oświeceniową składało się niemal wyłącznie z duchownych, głównie zakonników, zaangażowanych nie tylko w sprawy kościelne, ale również reformy państwa i szkolnictwa. Reprezentantami polskiego oświecenia katolickiego byli: biskup Ignacy Krasicki, biskup Adam Tadeusz Naruszewicz, ks. Hugo Kołłątaj, ks. Stanisław Konarski oraz – jeszcze bardzo barokowy - ks. Benedykt Chmielowski.

## Francja
We Francji wystąpiło jedynie w formie szczątkowej, ponieważ Oświecenie francuskie około roku 1740 zaczęło się już radykalizować.

## Portugalia
W Portugalii kierujący od roku 1750 nawa państwa markiz de Pombal obrał kurs mocno antykościelny, a zwłaszcza antyjezuicki. Dlatego łagodna, prokościelna wersja Oświecenia nie mogła się tam rozwinąć.

## Zagadnienia terminologiczne
Sam termin "oświecenie katolickie" może budzić pewne wątpliwości, gdyż skrajna myśl oświeceniowa negowała objawienie i była antykościelna. W praktyce jednak pod terminem Oświecenie rozumiemy szeroki wachlarz różnorodnych prądów umysłowych dominujących w XVIII w., których nie da się zamknąć w jednej uproszczonej i schematycznej definicji. 
Jako pierwszy, wyważoną ocenę Oświecenia ze strony katolickiej, przedstawił Sebastian Merkle, profesor historii kościoła w Würzburgu. Swoje tezy ujął w następujących pracach: Die katholische Beurteilung des Aufklärungszeitalters, Berlin 1909 oraz Die kirchlichte Aufklärung im katholischen Deutschland, Berlin 1910. Wykazał on, że Oświecenie w swojej wczesnej postaci nie było pojmowane jako nurt sprzeczny z prawdami wiary i znalazło duży odzew w niemieckojęzycznych kręgach tak katolickich, jak i ewangelickich. Jego poglądy początkowo były przyjmowane nieufnie, jednak dalsze badania nad umysłowością elit katolickich XVIII w. w pełni potwierdziły słuszność jego intuicji, choć oczywiście przyniosły także dalsze doprecyzowania jego poglądów. Obecnie termin ten jest w pełni uznany przez zdecydowaną większość historyków XVIII w, również w odniesieniu do historii kościoła, dziejów teologii i filozofii, oraz dziejów kultury (większość, bo przecież samo pytanie o to, czym było Oświecenie ciągle jest tematem sporów i badań). 
Jednocześnie jest to termin dość szeroki, gdyż czym innym było wczesne oświecenie katolickie z pierwszej połowy XVIII w., a czym innym była myśl prezentowana choćby przez część episkopatu z krajów Habsburskich w początkach XIX w.

## Literatura
- Czerkawski J., Filozofia a oświecenie chrześcijańskie w Polsce, Roczniki Filozoficzne, t.2:1979, z.1, s.259-265.
- Gierowski J. A., Kościół katolicki wobec wczesnego Oświecenia w Polsce, Roczniki Humanistyczne, t.25:1977, z.2, s.23-29.
- Hof im U., Europa Oświecenia, Warszawa 1995.
- Janeczek S., Oświecenie chrześcijańskie. Z dziejów polskiej kultury filozoficznej, Lublin 1994.
- Katholische Aufklärung – Aufkärung im katholischen Deutschland, ed. H. Klueting, Hamburg 1993.
- Kłoczowski J., Dzieje chrześcijaństwa polskiego, Warszawa 2000.
- Kracik J., Ewangelicznie i rozumnie. Oświecenie katolickie, Znak, r.44:1992, nr 451, s.57-69.
- Litak S., Duchowieństwo polskie w okresie Oświecenia, Wiek Oświecenia, t.5:1988, s.91-110.
- Litak S., Od reformacji do Oświecenia. Kościół katolicki w Polsce nowożytnej, Lublin 1994.
- Merkle S., Die kirchliche Aufklärung im katholischen Deutschland, Berlin 1910.
- Merkle S., Die katholische Beurteilung des Aufklärungszeitalters, Berlin 1909.